# نرجس أوزتورك
نرجس أوزتورك توكتاش (بالتركية: Nergis Öztürk Toktaş)‏ هي ممثلة تركية ولدت في يوم 25 مايو 1980 في بلدة كانديرا في تركيا، مثلت في مسلسل ياسمين في 2007.

## روابط خارجية
- نرجس أوزتورك على موقع IMDb (الإنجليزية)
- نرجس أوزتورك على موقع روتن توميتوز (الإنجليزية)
- نرجس أوزتورك على موقع قاعدة بيانات الأفلام العربية
- نرجس أوزتورك على موقع ألو سيني (الفرنسية)
- نرجس أوزتورك على موقع قاعدة بيانات الفيلم (الإنجليزية)
- نرجس أوزتورك على موقع كينوبويسك (الروسية)